# 呉桂賢
呉 桂賢（ご けいけん、1938年 - 2025年4月25日）は、中華人民共和国の政治家で国務院副総理を務めた有名な労働模範。

## 生涯
1968年、西北大学卒業後、紡績工場で労働。全国紡績労働模範に選ばれる。文化大革命中は、「毛沢東思想を学習した積極分子」として陝西省党委副書記、革命委員会常務委員に抜擢された。1969年の第9回党大会、1973年の第10回党大会でいずれも中国共産党中央委員会委員に選出され、第10期一中全会では中国共産党中央政治局委員候補に当選。更に1975年の全人代で、中国初となる女性副総理に就任した。
文化大革命が終了した1977年、第11回党大会でも中央委員に再選されたが間もなく副総理を辞任。再び紡績工場に戻る。
2025年4月25日、深圳市で死去。享年88。